# Trofim Lîsenko
Trofim Denisovici Lîsenko (în rusă Трофим Денисович Лысенко; n. 17/29 septembrie 1898, Karlivka, gubernia Poltava⁠(d), Imperiul Rus – d. 20 noiembrie 1976, Moscova, RSFS Rusă, URSS) a fost un inginer agronom sovietic care a dezvoltat între anii 1930-1960 o teorie pseudoștiințifică ce a dominat cercetarea în domeniul geneticii în URSS și țările comuniste. Trofim Lîsenko a primit Premiul Lenin și Premiul Stalin în 1949 pentru lucrarea Agrobiologia.